# Kostjantyn Hryschtschenko

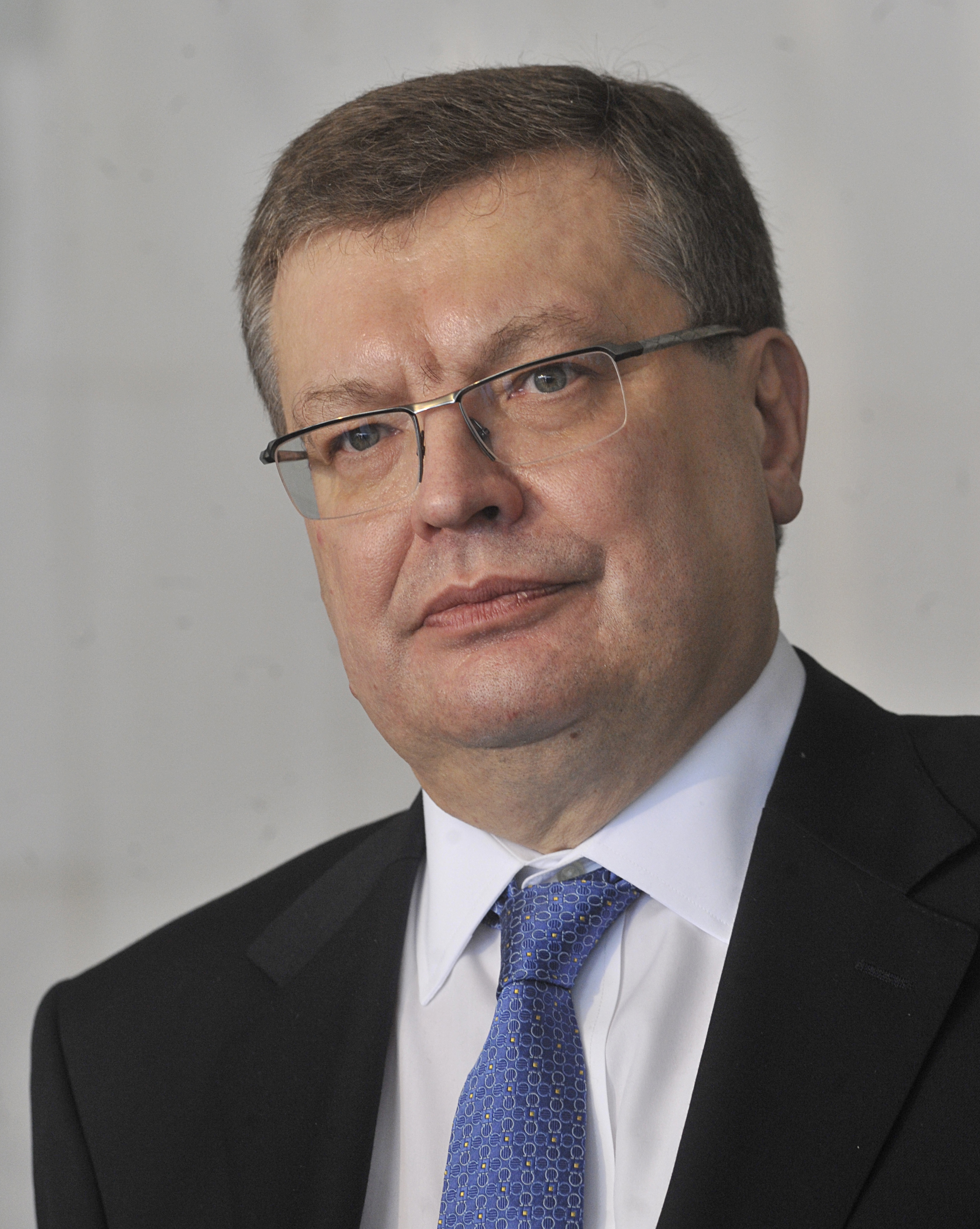
Kostjantyn Hryschtschenko (2012)

Kostjantyn Iwanowytsch Hryschtschenko (* 28. Oktober 1953 in Kiew, Ukrainische SSR, Sowjetunion) ist ein ukrainischer Politiker. Er war von 2003 bis 2005 und von 2010 bis 2012 Außenminister der Ukraine.
Kostjantyn Hryschtschenko studierte am Staatlichen Moskauer Institut für Internationale Beziehungen. Nach dem Abschluss seines Studiums 1976 arbeitete er im Sekretariat der Vereinten Nationen in New York. 1981 kehrte er nach Moskau zurück und war im Außenministerium der UdSSR tätig. Kurz vor dem Zusammenbruch der Sowjetunion wechselte er ins Außenministerium der Ukraine nach Kiew. Ab 1993 leitete er die Abteilung für Rüstungs- und Abrüstungskontrolle und war ab 1995 stellvertretender Außenminister. Ab 1998 war er als Vertreter der Ukraine im Ausland tätig, zunächst als Botschafter in den Benelux-Staaten und ab 1999 bei den Vereinten Nationen. Ab 2000 war er Botschafter der Ukraine in Washington. 2003 kehrte er nach Kiew zurück, wo er am 2. September zum Außenminister im ersten Kabinett Janukowytsch ernannt wurde. Nach dem Machtwechsel in der Ukraine musste er 2005 sein Amt an Borys Tarasjuk abgeben. Ab Juni 2008 war er Botschafter der Ukraine in Moskau. Nach der Präsidentschaftswahl 2010 wurde er erneut Außenminister in der neu gebildeten Regierung unter Ministerpräsident Mykola Asarow. Nach der Parlamentswahl im Oktober 2012 und der darauffolgenden Umbildung der Regierung wurde Hryschtschenko zum Vize-Ministerpräsidenten ernannt, während Leonid Koschara ihm im Außenministeramt nachfolgte.